# Konstitutionstheorie
Als Konstitutionstheorien werden ausgehend von Kant Auffassungen bezeichnet, welche die empirische Realität nicht als an sich seiende Außenwelt ansehen, sondern als etwas vom Bewusstsein konstituiertes.
Konstitutionstheorien versuchen, die reinen (apriorischen) Formen unserer Anschauung, welche der Sinneswahrnehmung (Apperzeption) vorausliegen, zu erforschen und zu klassifizieren.
Kant bezeichnete in der Kritik der reinen Vernunft seine Konstitutionstheorie als "kopernikanische Wende" in der Erkenntnistheorie: "Wenn die Anschauung sich nach der Beschaffenheit der Gegenstände richten müsste, so sehe ich nicht ein, wie man a priori von ihr etwas wissen könne; richtet sich aber der Gegenstand (als Objekt der Sinne) nach der Beschaffenheit unseres Anschauungsvermögens, so kann ich mir diese Möglichkeit ganz wohl vorstellen." (aus der Einleitung der KrV)
Kants Konstitutionstheorie wurde vom deutschen Idealismus (Schelling, Fichte, Hegel) aufgegriffen und auf verschiedene Art weitergedacht.
Die evolutionäre Erkenntnistheorie, welche von Karl Popper und Konrad Lorenz entworfen wurde, versucht die menschlichen Anschauungsformen im Anschluss an Darwin als Ergebnis einer langen Evolution zu erklären.
Eine weitere Konstitutionstheorie stellt das Strukturmodell der Bewusstseinsgeschichte Jean Gebsers dar.